# Woszczyce
Voštice (polsky Woszczyce, německy Woschczytz, nebo Woschütz) jsou nejjihozápadnější a nejstarší část obce Ořeší s úřadem starosty (šoltyse) v Mikulovském okrese Slezského vojvodství v Polsku. Obec je spjata se jménem slezsko-českého šlechtického rodu Lichnovských z Voštic.

## Historie
Město se nachází na západním okraji hornoslezské podoblasti, která do roku 1177/1178 patřila Malopolsku nebo Krakovskému vévodství a poté přešla pod Ratibořské vévodství, kterému vládli slezští Piastovci. Podle kronikáře ze 16. století byla zdejší farnost založena v roce 1003 a první kostel postaven kolem roku 1150 Petrem a Woschczutzki. Zdejší farnost Woskic však byla poprvé zmíněna až ve Svatopetrském haléři z roku 1326 v osvětimském děkanátu krakovské diecéze.
Od této doby patřil k diecézi Krakov, která existovala až do roku 1821 (pak ve vratislavské diecézi, od roku 1925 v diecézi katovické). 
V roce 1237 chtěl Konrád I. Mazovský ve vesnici založit cisterciácký klášter, ale stavba nebyla nikdy dokončena kvůli vpádu Mongolů v roce 1241. Nakonec byl v Rudách (Groß Rauden) severně od Ratiboře postaven rudský klášter.
Po smrti Vladislava I. Opolského v roce 1281 bylo Opolsko-ratibořské knížectví rozděleno a Voštice připadly Ratibořskému knížectví. V roce 1327 složil lenní slib kníže Lešek Ratibořský českému králi a po jeho smrti v roce 1336 připadlo knížectví jemu. V roce 1337 udělil v léno český král Jan Lucemburský Ratibořské knížectví Mikuláši II. Opavskému, následně jej zdědil jeho syn Jan I. Ratibořský.
Na konci 15. století, v době uhersko-české války ovládal plesské území těšínský kníže Kazimír II. Dne 21. února 1517 Kazimír ves Wossticzeo (prodejní listina byla v češtině) prodal Alexiu Thurzovi spolu se svobodným panstvím Pština. 
Podle vizitační zprávy krakovského arcijáhna Krzysztofa Kazimirského z roku 1598 byl kostel v rukou protestantů.
Po první slezské válce a předběžném vratislavském míru připadly Voštice s většinou Slezska Prusku. Od roku 1816 patřil do okresu Pless, se kterým zůstal spojen až do roku 1922. Od roku 1836 byl majitelem obce Franz von Winckler a v jeho rodině zůstala až do roku 1945.
V referendu v Horním Slezsku o budoucím připojení Horního Slezska v roce 1921 se 186 z 299 voličů vyslovilo pro Polsko, 113 pro Německo. 
Po polské anexi východního Horního Slezska v roce 1922 připadly Voštice (jako Woszczyce) Polsku, s přerušením v době obsazení Polska Wehrmachtem ve druhé světové válce.
V roce 1975 byly Voštice začleněny do města Orzesze v Katovickém vojvodství.